# Daphnis hayesi
Espèce
Daphnis hayesi est une espèce de lépidoptères appartenant à la famille des Sphingidae, à la sous-famille des Macroglossinae, et au genre Daphnis.

## Description
La longueur des ailes antérieures varie de 41 à 43 mm. La face dorsale de l'aile antérieure est semblable à celle de Daphnis hypothous hypothous mais en diffère par les détails du motif, il y a une ligne sinueuse  vert foncé qui travers la zone subapicale gris- vert-olive, l'angle du bord extérieur de la zone médiane vert foncé est obtus et fait partie de la zone médiane sombre qui est vert foncé.

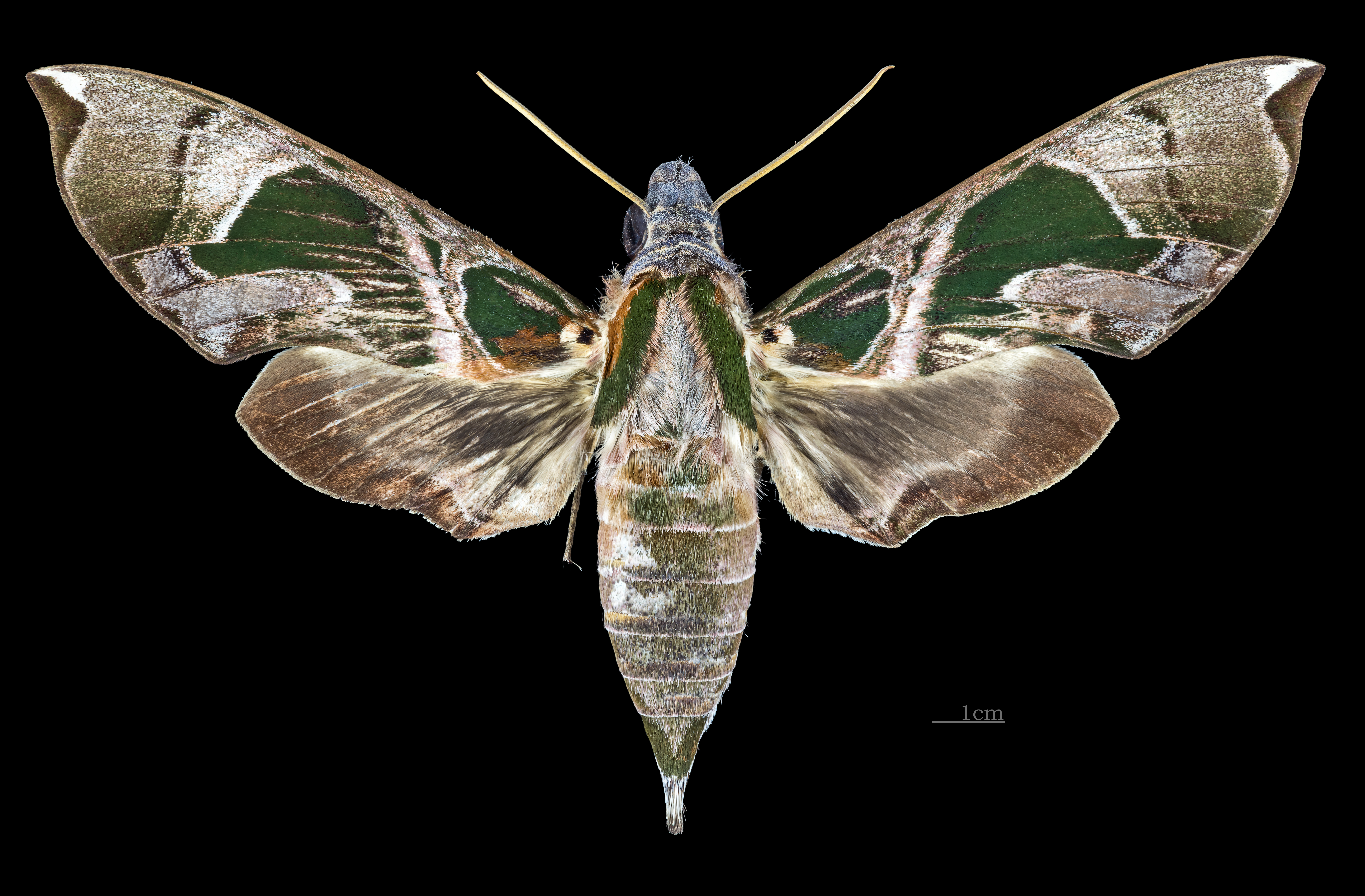
Face dorsale de la femelle (coll.MHNT)
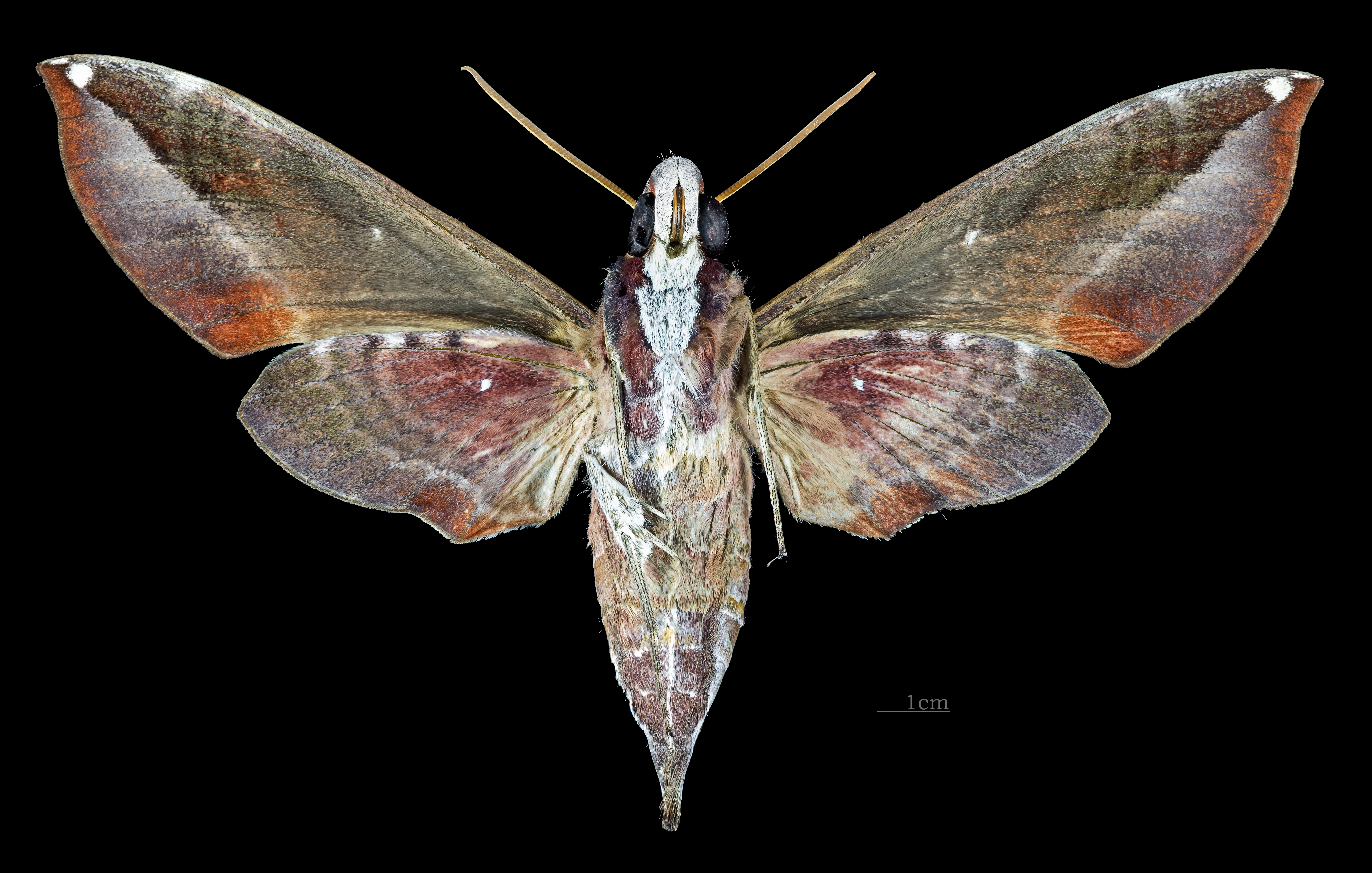
Revers de la femelle (coll.MHNT)

## Répartition et habitat
Répartition
L'espèce est connue en Indonésie, et particulièrement au Sulawesi.

## Systématique
- L'espèce Daphnis hayesi a été décrite par l'entomologiste français Jean-Marie Cadiou, en 1988[1].
- La localité type est :  Sulawesi Tengah, W. Celebes, district de Palu, Paloe, Sidaonta, en indonésie.